# Sande i Sunnfjord
Sande este o localitate din comuna Gaular, provincia Sogn og Fjordane, Norvegia, cu o suprafață de 0,59 km² și o populație de 745 locuitori (2013).